# 29e conseil des ministres du Canada
Confédération canadienne
28e conseil des ministres 30e conseil des ministres
Le 29e conseil des ministres du Canada (en anglais : 29th Canadian Ministry), communément appelé gouvernement Trudeau ou gouvernement Justin Trudeau, est le conseil des ministres du Canada du 4 novembre 2015 au 14 mars 2025 date à laquelle le 30e conseil des ministres est assermenté.

## Historique du mandat
Dirigé par le premier ministre libéral Justin Trudeau, ce gouvernement est constitué et soutenu par le Parti libéral du Canada. À la suite de l'élection fédérale du 19 octobre 2015, les libéraux disposent de 184 députés sur 338, soit 54,4 % des sièges de la Chambre des communes.
Ce gouvernement succède ainsi au 28e conseil des ministres, dirigé par le premier ministre conservateur Stephen Harper et constitué par le Parti conservateur du Canada depuis février 2006.
Plusieurs intitulés de portefeuilles sont modifiés : le ministre de l'Industrie laisse place au ministre de l'Innovation, des Sciences et du Développement économique, le ministère de l'Environnement intègre le Changement climatique et celui de la Citoyenneté et de l'Immigration la question des Réfugiés. Comme sous le gouvernement précédent, le poste de vice-premier ministre n'est pas pourvu.
Le cabinet, formé en plus du premier ministre de trente membres à parité de femmes et d'hommes, est assermenté devant le gouverneur général David Johnston à Ottawa le 4 novembre. Il s'agit alors du premier gouvernement fédéral paritaire dans l'histoire du Canada mais le tiers des femmes ministres sont « ministres déléguées » à un ou une autre ministre (sans que le titre habituel de ministre d'État ne leur soit attribué), tandis qu'aucun homme ne se trouve dans cette situation,. Le Parti libéral assure toutefois que le salaire de ces ministres sera le même que celui de leurs collègues.
Ce gouvernement comporte deux ministres autochtones auxquels s'ajoutent cinq ministres d'origine asiatique (une ministre d'origine afghane et quatre hommes d'origine sud-asiatique).
Dix-huit des ministres sont élus pour la première fois au Parlement lors de l'élection de 2015.
Le 1er juin 2016, Hunter Tootoo démissionne afin de suivre un traitement pour des problèmes de dépendance. Son portefeuille de ministre de la Pêche, des Océans et de la Garde côtière canadienne est confié à Dominic LeBlanc en plus de celui de leader du gouvernement à la chambre jusqu'au 19 août lorsque Bardish Chagger lui succède.
Le 10 janvier 2017, une remaniement a lieu. Il voit notamment Chrystia Freeland devenir ministre des Affaires étrangères en remplacement de Stéphane Dion qui quitte le cabinet.
Un nouveau remaniement ministériel a lieu huit mois et demi plus tard, le 28 août, à la suite de la démission, trois jours plus tôt, de la ministre des Services publics et de l'Approvisionnement Judy Foote, occasionnée par les dysfonctionnements du système de paie des fonctionnaires fédéraux.
Chrystia Freeland devient le 20 novembre 2019, vice-première ministre du Canada et le 18 août 2020, la première femme à occuper le poste de ministre des Finances du Canada.

## Composition au 6 février 2025
| Titulaire                   | Titulaire | Fonction | Début du mandat                                  |
| --------------------------- | --------- | --- | ------------------------------------------------ |
| Justin Trudeau              |           | Premier ministre | 4 novembre 2015                                  |
| Anita Anand                 |           | Ministre des Transports et du Commerce intérieur | 20 décembre 2024                                 |
| Gary Anandasangaree         |           | Ministre des Relations Couronne-Autochtones et des Affaires du Nord Ministre responsable de l'Agence canadienne de développement économique du Nord    | 26 juillet 2023 20 décembre 2024                 |
| Terry Beech                 |           | Ministre des Services aux citoyens | 26 juillet 2023                                  |
| Rachel Bendayan             |           | Ministre des Langues officielles et ministre associée de la Sécurité publique                                                                          | 20 décembre 2024                                 |
| Bill Blair                  |           | Ministre de la Défense nationale | 26 juillet 2023                                  |
| Élisabeth Brière            |           | Ministre du Revenu national | 20 décembre 2024                                 |
| François-Philippe Champagne |           | Ministre de l'Innovation, des Sciences et de l'Industrie                                                                                               | 12 janvier 2021                                  |
| Jean-Yves Duclos            |           | Ministre des Services publics et de l'Approvisionnement                                                                                                | 26 juillet 2023                                  |
| Terry Duguid                |           | Ministre des Sports et ministre responsable de Développement économique Canada pour les Prairies                                                       | 20 décembre 2024                                 |
| Nathaniel Erskine-Smith     |           | Ministre du Logement, de l'Infrastructure et des Collectivités                                                                                         | 20 décembre 2024                                 |
| Darren Fisher               |           | Ministre des Anciens Combattants et ministre associé de la Défense nationale                                                                           | 20 décembre 2024                                 |
| Steven Guilbeault           |           | Ministre de l'Environnement et du Changement climatique                                                                                                | 26 octobre 2021                                  |
| Patricia Hajdu              |           | Ministre des Services aux Autochtones et ministre responsable de l'Agence fédérale de développement économique pour le Nord de l'Ontario               | 26 octobre 2021                                  |
| Mark Holland                |           | Ministre de la Santé | 26 juillet 2023                                  |
| Ahmed Hussen                |           | Ministre du Développement international | 26 juillet 2023                                  |
| Gudie Hutchings             |           | Ministre du Développement économique rural Ministre responsable de l'Agence de promotion économique du Canada atlantique                               | 26 octobre 2021 26 juillet 2023                  |
| Marci Ien                   |           | Ministre des Femmes, de l'Égalité des genres et de la Jeunesse                                                                                         | 26 octobre 2021                                  |
| Mélanie Joly                |           | Ministre des Affaires étrangères | 26 octobre 2021                                  |
| Kamal Khera                 |           | Ministre de la Diversité, de l'Inclusion et des Personnes en situation de handicap                                                                     | 26 juillet 2023                                  |
| Dominic LeBlanc             |           | Ministre des Finances Ministre des Affaires intergouvernementales                                                                                      | 16 décembre 2024 26 juillet 2023                 |
| Diane Lebouthillier         |           | Ministre des Pêches, des Océans et de la Garde côtière canadienne                                                                                      | 26 juillet 2023                                  |
| Lawrence MacAulay           |           | Ministre de l'Agriculture et de l'Agroalimentaire | 26 juillet 2023                                  |
| Steven MacKinnon            |           | Ministre du Travail Ministre de l'Emploi et du Développement de la main-d'œuvre Leader du gouvernement à la Chambre des communes                       | 19 juillet 2024 20 décembre 2024 24 janvier 2025 |
| David McGuinty              |           | Ministre de la Sécurité publique | 20 décembre 2024                                 |
| Marc Miller                 |           | Ministre de l'Immigration, des Réfugiés et de la Citoyenneté                                                                                           | 26 juillet 2023                                  |
| Mary Ng                     |           | Ministre de la Promotion des exportations, du Commerce international et du Développement économique                                                    | 21 novembre 2019                                 |
| Ginette Petitpas Taylor     |           | Présidente du Conseil du Trésor | 20 décembre 2024                                 |
| Ruby Sahota                 |           | Ministre des Institutions démocratiques et ministre responsable de l'Agence fédérale de développement économique pour le Sud de l'Ontario              | 20 décembre 2024                                 |
| Harjit Sajjan               |           | Président du Conseil privé du Roi et ministre de la Protection civile Ministre responsable de l'Agence de développement économique du Pacifique Canada | 26 juillet 2023 26 octobre 2021                  |
| Ya'ara Saks                 |           | Ministre de la Santé mentale et des Dépendances et ministre associée de la Santé                                                                       | 26 juillet 2023                                  |
| Pascale St-Onge             |           | Ministre du Patrimoine canadien Ministre du Tourisme Ministre responsable de l'Agence de développement économique du Canada pour les régions du Québec | 26 juillet 2023 6 février 2025                   |
| Jenna Sudds                 |           | Ministre de la Famille, des Enfants et du Développement social                                                                                         | 26 juillet 2023                                  |
| Joanne Thompson             |           | Ministre des Aînés | 20 décembre 2024                                 |
| Rechie Valdez               |           | Ministre de la Petite Entreprise | 26 juillet 2023                                  |
| Arif Virani                 |           | Ministre de la Justice et procureur général | 26 juillet 2023                                  |
| Jonathan Wilkinson          |           | Ministre de l'Énergie et des Ressources naturelles | 26 octobre 2021                                  |

## Composition par ministre

### Cabinet initial (4 novembre 2015)
| Titulaire            | Titulaire                                        | Titulaire                           | Fonction                                                                             | Circonscription               | Prov./terr. | Changement                          |
| -------------------- | ------------------------------------------------ | ----------------------------------- | ------------------------------------------------------------------------------------ | ----------------------------- | ----------- | ----------------------------------- |
| Justin Trudeau       |                                                  |                                     | Premier ministre Ministre des Affaires intergouvernementales Ministre de la Jeunesse | Papineau                      | QC          |                                     |
| Ralph Goodale        |                                                  |                                     | Ministre de la Sécurité publique et de la Protection civile                          | Regina—Wascana                | SK          |                                     |
| Lawrence MacAulay    |                                                  |                                     | Ministre de l'Agriculture et de l'Agro-alimentaire                                   | Cardigan                      | PÉ          |                                     |
| Stéphane Dion        |                                                  |                                     | Ministre des Affaires étrangères                                                     | Saint-Laurent                 | QC          |                                     |
| John McCallum        |                                                  |                                     | Ministre de l'Immigration, des Réfugiés et de la Citoyenneté                         | Markham—Thornhill             | ON          |                                     |
| Carolyn Bennett      |                                                  |                                     | Ministre des Affaires autochtones et du Nord                                         | Toronto—St. Paul's            | ON          |                                     |
| Scott Brison         |                                                  |                                     | Président du Conseil du Trésor                                                       | Kings—Hants                   | NÉ          |                                     |
| Dominic LeBlanc      |                                                  |                                     | Ministre de la Pêche, des Océans et de la Garde côtière canadienne                   | Beauséjour                    | NB          | Depuis le 1er juin 2016             |
| Dominic LeBlanc      | Leader du gouvernement à la Chambre des communes | Du 4 novembre 2015 au 19 août 2016  |                                                                                      | Beauséjour                    | NB          |                                     |
| Navdeep Bains        |                                                  |                                     | Ministre de l'Innovation, des Sciences et du Développement économique                | Mississauga—Malton            | ON          |                                     |
| Bill Morneau         |                                                  |                                     | Ministre des Finances                                                                | Toronto-Centre                | ON          |                                     |
| Jody Wilson-Raybould |                                                  |                                     | Ministre de la Justice et procureure générale                                        | Vancouver Granville           | CB          |                                     |
| Judy Foote           |                                                  |                                     | Ministre des Services publics et de l'Approvisionnement                              | Bonavista—Burin—Trinity       | TL          |                                     |
| Chrystia Freeland    |                                                  |                                     | Ministre du Commerce international                                                   | University—Rosedale           | ON          |                                     |
| Jane Philpott        |                                                  |                                     | Ministre de la Santé                                                                 | Markham—Stouffville           | ON          |                                     |
| Jean-Yves Duclos     |                                                  |                                     | Ministre de la Famille, des Enfants et du Développement social                       | Québec                        | QC          |                                     |
| Marc Garneau         |                                                  |                                     | Ministre des Transports                                                              | Notre-Dame-de-Grâce—Westmount | QC          |                                     |
| Marie-Claude Bibeau  |                                                  |                                     | Ministre du Développement international et de la Francophonie                        | Compton—Stanstead             | QC          |                                     |
| James Gordon Carr    |                                                  |                                     | Ministre des Ressources naturelles                                                   | Winnipeg-Centre-Sud           | MB          |                                     |
| Mélanie Joly         |                                                  |                                     | Ministre du Patrimoine canadien                                                      | Ahuntsic-Cartierville         | QC          |                                     |
| Diane Lebouthillier  |                                                  |                                     | Ministre du Revenu national                                                          | Gaspésie—Îles-de-la-Madeleine | QC          |                                     |
| Kent Hehr            |                                                  |                                     | Ministre des Anciens Combattants Ministre associé de la Défense nationale            | Calgary-Centre                | AB          |                                     |
| Catherine McKenna    |                                                  |                                     | Ministre de l'Environnement et du Changement climatique                              | Ottawa-Centre                 | ON          |                                     |
| Harjit Sajjan        |                                                  |                                     | Ministre de la Défense nationale                                                     | Vancouver-Sud                 | CB          |                                     |
| MaryAnn Mihychuk     |                                                  |                                     | Ministre de l'Emploi, du Développement de la main d'œuvre et du Travail              | Kildonan—St. Paul             | MB          |                                     |
| Amarjeet Sohi        |                                                  |                                     | Ministre de l'Infrastructure et des Collectivités                                    | Edmonton Mill Woods           | AB          |                                     |
| Maryam Monsef        |                                                  |                                     | Ministre des Institutions démocratiques Présidente du Conseil privé                  | Peterborough—Kawartha         | ON          |                                     |
| Carla Qualtrough     |                                                  |                                     | Ministre des Sports et des Personnes handicapées                                     | Delta                         | CB          |                                     |
| Hunter Tootoo        |                                                  |                                     | Ministre de la Pêche, des Océans et de la Garde côtière canadienne                   | Nunavut                       | NU          | Du 4 novembre 2015 au 1er juin 2016 |
| Kirsty Duncan        |                                                  |                                     | Ministre des Sciences                                                                | Etobicoke-Nord                | ON          |                                     |
| Patricia Hajdu       |                                                  |                                     | Ministre de la Condition féminine                                                    | Thunder Bay—Superior-Nord     | ON          |                                     |
| Bardish Chagger      |                                                  |                                     | Ministre de la Petite Entreprise et du Tourisme                                      | Waterloo                      | ON          |                                     |
| Bardish Chagger      | Leader du gouvernement à la Chambre des communes | Du 19 août 2016 au 20 novembre 2019 |                                                                                      | Waterloo                      | ON          |                                     |

### Remaniement (10 janvier 2017)
En italique les ministres qui changent de portefeuille. En gras les nouveaux membres du cabinet.
| Titulaire                   | Titulaire                                       | Titulaire | Fonction                                                                             | Circonscription               | Prov./terr. |
| --------------------------- | ----------------------------------------------- | --------- | ------------------------------------------------------------------------------------ | ----------------------------- | ----------- |
| Justin Trudeau              |                                                 |           | Premier ministre Ministre des Affaires intergouvernementales Ministre de la Jeunesse | Papineau                      | QC          |
| Ralph Goodale               |                                                 |           | Ministre de la Sécurité publique et de la Protection civile                          | Regina—Wascana                | SK          |
| Lawrence MacAulay           |                                                 |           | Ministre de l'Agriculture et de l'Agro-alimentaire                                   | Cardigan                      | PÉ          |
| Carolyn Bennett             |                                                 |           | Ministre des Affaires autochtones et du Nord                                         | Toronto—St. Paul's            | ON          |
| Scott Brison                |                                                 |           | Président du Conseil du Trésor                                                       | Kings—Hants                   | NÉ          |
| Dominic LeBlanc             |                                                 |           | Ministre de la Pêche, des Océans et de la Garde côtière canadienne                   | Beauséjour                    | NB          |
| Navdeep Bains               |                                                 |           | Ministre de l'Innovation, des Sciences et du Développement économique                | Mississauga—Malton            | ON          |
| Bill Morneau                |                                                 |           | Ministre des Finances                                                                | Toronto-Centre                | ON          |
| Jody Wilson-Raybould        |                                                 |           | Ministre de la Justice et procureure générale                                        | Vancouver Granville           | CB          |
| Judy Foote                  |                                                 |           | Ministre des Services publics et de l'Approvisionnement                              | Bonavista—Burin—Trinity       | TL          |
| Chrystia Freeland           |                                                 |           | Ministre des Affaires étrangères                                                     | University—Rosedale           | ON          |
| Jane Philpott               |                                                 |           | Ministre de la Santé                                                                 | Markham—Stouffville           | ON          |
| Jean-Yves Duclos            |                                                 |           | Ministre de la Famille, des Enfants et du Développement social                       | Québec                        | QC          |
| Marc Garneau                |                                                 |           | Ministre des Transports                                                              | Notre-Dame-de-Grâce—Westmount | QC          |
| Marie-Claude Bibeau         |                                                 |           | Ministre du Développement international et de la Francophonie                        | Compton—Stanstead             | QC          |
| James Gordon Carr           |                                                 |           | Ministre des Ressources naturelles                                                   | Winnipeg-Centre-Sud           | MB          |
| Mélanie Joly                |                                                 |           | Ministre du Patrimoine canadien                                                      | Ahuntsic-Cartierville         | QC          |
| Diane Lebouthillier         |                                                 |           | Ministre du Revenu national                                                          | Gaspésie—Îles-de-la-Madeleine | QC          |
| Kent Hehr                   |                                                 |           | Ministre des Anciens Combattants Ministre associé de la Défense nationale            | Calgary-Centre                | AB          |
| Catherine McKenna           |                                                 |           | Ministre de l'Environnement et du Changement climatique                              | Ottawa-Centre                 | ON          |
| Harjit Sajjan               |                                                 |           | Ministre de la Défense nationale                                                     | Vancouver-Sud                 | CB          |
| Amarjeet Sohi               |                                                 |           | Ministre de l'Infrastructure et des Collectivités                                    | Edmonton Mill Woods           | AB          |
| Maryam Monsef               |                                                 |           | Ministre de la Condition féminine                                                    | Peterborough—Kawartha         | ON          |
| Carla Qualtrough            |                                                 |           | Ministre des Sports et des Personnes handicapées                                     | Delta                         | CB          |
| Kirsty Duncan               |                                                 |           | Ministre des Sciences (en)                                                           | Etobicoke-Nord                | ON          |
| Patricia Hajdu              |                                                 |           | Ministre de l'Emploi, du Développement de la main d'œuvre et du Travail              | Thunder Bay—Superior-Nord     | ON          |
| Bardish Chagger             |                                                 |           | Leader du gouvernement à la Chambre des communes                                     | Waterloo                      | ON          |
| Bardish Chagger             | Ministre de la Petite Entreprise et du Tourisme |           |                                                                                      | Waterloo                      | ON          |
| François-Philippe Champagne |                                                 |           | Ministre du Commerce international                                                   | Saint-Maurice—Champlain       | QC          |
| Karina Gould                |                                                 |           | Ministre des Institutions démocratiques Présidente du Conseil privé                  | Burlington                    | ON          |
| Ahmed Hussen                |                                                 |           | Ministre de l'Immigration, des Réfugiés et de la Citoyenneté                         | York-Sud—Weston               | ON          |

### Remaniement (28 août 2017)
En italique les ministres qui changent de portefeuille. En gras les nouveaux membres du cabinet.
| Titulaire                            | Titulaire                                       | Titulaire | Fonction                                                                             | Circonscription               | Prov./terr. |
| ------------------------------------ | ----------------------------------------------- | --------- | ------------------------------------------------------------------------------------ | ----------------------------- | ----------- |
| Justin Trudeau                       |                                                 |           | Premier ministre Ministre des Affaires intergouvernementales Ministre de la Jeunesse | Papineau                      | QC          |
| Ralph Goodale                        |                                                 |           | Ministre de la Sécurité publique et de la Protection civile                          | Regina—Wascana                | SK          |
| Lawrence MacAulay                    |                                                 |           | Ministre de l'Agriculture et de l'Agro-alimentaire                                   | Cardigan                      | PÉ          |
| Carolyn Bennett                      |                                                 |           | Ministre des Affaires autochtones et du Nord                                         | Toronto—St. Paul's            | ON          |
| Scott Brison                         |                                                 |           | Président du Conseil du Trésor                                                       | Kings—Hants                   | NÉ          |
| Dominic LeBlanc                      |                                                 |           | Ministre de la Pêche, des Océans et de la Garde côtière canadienne                   | Beauséjour                    | NB          |
| Navdeep Bains                        |                                                 |           | Ministre de l'Innovation, des Sciences et du Développement économique                | Mississauga—Malton            | ON          |
| Bill Morneau                         |                                                 |           | Ministre des Finances                                                                | Toronto-Centre                | ON          |
| Jody Wilson-Raybould                 |                                                 |           | Ministre de la Justice et procureure générale                                        | Vancouver Granville           | CB          |
| Carla Qualtrough                     |                                                 |           | Ministre des Services publics et de l'Approvisionnement                              | Delta                         | CB          |
| Chrystia Freeland                    |                                                 |           | Ministre des Affaires étrangères                                                     | University—Rosedale           | ON          |
| Ginette Petitpas Taylor              |                                                 |           | Ministre de la Santé                                                                 | Moncton—Riverview—Dieppe      | NB          |
| Jean-Yves Duclos                     |                                                 |           | Ministre de la Famille, des Enfants et du Développement social                       | Québec                        | QC          |
| Marc Garneau                         |                                                 |           | Ministre des Transports                                                              | Notre-Dame-de-Grâce—Westmount | QC          |
| Marie-Claude Bibeau                  |                                                 |           | Ministre du Développement international et de la Francophonie                        | Compton—Stanstead             | QC          |
| James Gordon Carr                    |                                                 |           | Ministre des Ressources naturelles                                                   | Winnipeg-Centre-Sud           | MB          |
| Mélanie Joly                         |                                                 |           | Ministre du Patrimoine canadien                                                      | Ahuntsic-Cartierville         | QC          |
| Diane Lebouthillier                  |                                                 |           | Ministre du Revenu national                                                          | Gaspésie—Îles-de-la-Madeleine | QC          |
| Seamus O'Regan                       |                                                 |           | Ministre des Anciens Combattants Ministre associé de la Défense nationale            | St. John's-Sud—Mount Pearl    | TNL         |
| Catherine McKenna                    |                                                 |           | Ministre de l'Environnement et du Changement climatique                              | Ottawa-Centre                 | ON          |
| Harjit Sajjan                        |                                                 |           | Ministre de la Défense nationale                                                     | Vancouver-Sud                 | CB          |
| Amarjeet Sohi                        |                                                 |           | Ministre de l'Infrastructure et des Collectivités                                    | Edmonton Mill Woods           | AB          |
| Maryam Monsef                        |                                                 |           | Ministre de la Condition féminine                                                    | Peterborough—Kawartha         | ON          |
| Kent Hehr (jusqu'au 25/01/2018)      |                                                 |           | Ministre des Sports et des Personnes handicapées                                     | Calgary-Centre                | AB          |
| Kirsty Duncan (jusqu'au 25/01/2018)  |                                                 |           | Ministre des Sciences (en)                                                           | Etobicoke-Nord                | ON          |
| Kirsty Duncan (depuis le 25/01/2018) |                                                 |           | Ministre des Sciences (en) des Sports et des Personnes handicapées                   | Etobicoke-Nord                | ON          |
| Patricia Hajdu                       |                                                 |           | Ministre de l'Emploi, du Développement de la main d'œuvre et du Travail              | Thunder Bay—Superior-Nord     | ON          |
| Bardish Chagger                      |                                                 |           | Leader du gouvernement à la Chambre des communes                                     | Waterloo                      | ON          |
| Bardish Chagger                      | Ministre de la Petite Entreprise et du Tourisme |           |                                                                                      | Waterloo                      | ON          |
| François-Philippe Champagne          |                                                 |           | Ministre du Commerce international                                                   | Saint-Maurice—Champlain       | QC          |
| Karina Gould                         |                                                 |           | Ministre des Institutions démocratiques Présidente du Conseil privé                  | Burlington                    | ON          |
| Ahmed Hussen                         |                                                 |           | Ministre de l'Immigration, des Réfugiés et de la Citoyenneté                         | York-Sud—Weston               | ON          |

### Remaniement (18 juillet 2018)
En italique les ministres qui changent de portefeuille. En gras les nouveaux membres du cabinet.
| Titulaire                   | Titulaire | Titulaire | Fonction                                                                    | Circonscription                | Prov./terr. |
| --------------------------- | --------- | --------- | --------------------------------------------------------------------------- | ------------------------------ | ----------- |
| Justin Trudeau              |           |           | Premier ministre Ministre de la Jeunesse                                    | Papineau                       | QC          |
| Ralph Goodale               |           |           | Ministre de la Sécurité publique et de la Protection civile                 | Regina—Wascana                 | SK          |
| Lawrence MacAulay           |           |           | Ministre de l'Agriculture et de l'Agro-alimentaire                          | Cardigan                       | PÉ          |
| Carolyn Bennett             |           |           | Ministre des Affaires autochtones et du Nord                                | Toronto—St. Paul's             | ON          |
| Scott Brison                |           |           | Président du Conseil du Trésor                                              | Kings—Hants                    | NÉ          |
| Dominic LeBlanc             |           |           | Ministre des Affaires intergouvernementales Président du Conseil privé      | Beauséjour                     | NB          |
| Navdeep Bains               |           |           | Ministre de l'Innovation, des Sciences et du Développement économique       | Mississauga—Malton             | ON          |
| Bill Morneau                |           |           | Ministre des Finances                                                       | Toronto-Centre                 | ON          |
| Jody Wilson-Raybould        |           |           | Ministre de la Justice et procureure générale                               | Vancouver Granville            | CB          |
| Carla Qualtrough            |           |           | Ministre des Services publics, de l'Approvisionnement et de l'Accessibilité | Delta                          | CB          |
| Chrystia Freeland           |           |           | Ministre des Affaires étrangères                                            | University—Rosedale            | ON          |
| Ginette Petitpas Taylor     |           |           | Ministre de la Santé                                                        | Moncton—Riverview—Dieppe       | NB          |
| Jean-Yves Duclos            |           |           | Ministre de la Famille, des Enfants et du Développement social              | Québec                         | QC          |
| Marc Garneau                |           |           | Ministre des Transports                                                     | Notre-Dame-de-Grâce—Westmount  | QC          |
| Marie-Claude Bibeau         |           |           | Ministre du Développement international                                     | Compton—Stanstead              | QC          |
| James Gordon Carr           |           |           | Ministre de la Diversification et du Commerce international                 | Winnipeg-Centre-Sud            | MB          |
| Pablo Rodriguez             |           |           | Ministre du Patrimoine canadien et du Multiculturalisme                     | Honoré-Mercier                 | QC          |
| Mélanie Joly                |           |           | Ministre du Tourisme, des Langues officielles et de la Francophonie         | Ahuntsic-Cartierville          | QC          |
| Diane Lebouthillier         |           |           | Ministre du Revenu national                                                 | Gaspésie—Îles-de-la-Madeleine  | QC          |
| Seamus O'Regan              |           |           | Ministre des Anciens Combattants Ministre associé de la Défense nationale   | St. John's-Sud—Mount Pearl     | TNL         |
| Catherine McKenna           |           |           | Ministre de l'Environnement et du Changement climatique                     | Ottawa-Centre                  | ON          |
| Harjit Sajjan               |           |           | Ministre de la Défense nationale                                            | Vancouver-Sud                  | CB          |
| Amarjeet Sohi               |           |           | Ministre des Ressources naturelles                                          | Edmonton Mill Woods            | AB          |
| Maryam Monsef               |           |           | Ministre de la Condition féminine                                           | Peterborough—Kawartha          | ON          |
| Kirsty Duncan               |           |           | Ministre des Sciences (en) et des Sports                                    | Etobicoke-Nord                 | ON          |
| Patricia Hajdu              |           |           | Ministre de l'Emploi, du Développement de la main d'œuvre et du Travail     | Thunder Bay—Superior-Nord      | ON          |
| Bardish Chagger             |           |           | Leader du gouvernement à la Chambre des communes                            | Waterloo                       | ON          |
| François-Philippe Champagne |           |           | Ministre de l'Infrastructure et des Collectivités                           | Saint-Maurice—Champlain        | QC          |
| Karina Gould                |           |           | Ministre des Institutions démocratiques                                     | Burlington                     | ON          |
| Ahmed Hussen                |           |           | Ministre de l'Immigration, des Réfugiés et de la Citoyenneté                | York-Sud—Weston                | ON          |
| Bill Blair                  |           |           | Ministre de la Sécurité frontalière et de la Réduction du crime organisé    | Scarborough-Sud-Ouest          | ON          |
| Jonathan Wilkinson          |           |           | Ministre de la Pêche, des Océans et de la Garde côtière canadienne          | North Vancouver                | CB          |
| Mary Ng                     |           |           | Ministre de la Petite Entreprise et de la Promotion des exportations        | Markham—Thornhill              | ON          |
| Filomena Tassi              |           |           | Ministre des Aînés                                                          | Hamilton-Ouest—Ancaster—Dundas | ON          |

### Remaniement (14 janvier 2019)
David Lametti devient ministre de la Justice. Il remplace Jody Wilson-Raybould, qui devient ministre des Anciens Combattants. L'ancien titulaire du poste, Seamus O'Regan, devient ministre des Services aux Autochtones. Il remplace Jane Philpott, nommée présidente du Conseil du Trésor. Bernadette Jordan devient ministre du Développement économique rural, poste nouvellement créé.

### Remaniement (1ermars 2019)
Après la démission de Jody Wilson-Raybould,, elle est remplacée par Lawrence MacAulay. Marie-Claude Bibeau prend en charge le ministère de l'Agriculture. Son poste au Développement international est quant à lui repris Maryam Monsef, qui conserve le du ministère des Femmes et de l'Égalité des genres, précédemment dénommé Condition féminine. Mélanie Joly prend le portefeuille de la Francophonie.
Le 18 mars, Justin Trudeau nomme Joyce Murray à la fonction de présidente du Conseil du Trésor.

### Remaniement (20 novembre 2019)
À la suite des élections fédérales canadiennes de 2019. En italique les ministres qui changent de portefeuille. En gras les nouveaux membres du cabinet.
| Titulaire                   | Titulaire | Titulaire | Fonction                                                                                              | Circonscription                        | Prov./terr. |
| --------------------------- | --------- | --------- | --- | -------------------------------------- | ----------- |
| Justin Trudeau              |           |           | Premier ministre                                                                                      | Papineau                               | QC          |
| Chrystia Freeland           |           |           | Vice-première ministre Ministre des Affaires intergouvernementales                                    | University—Rosedale                    | ON          |
| Lawrence MacAulay           |           |           | Ministre des Anciens Combattants Ministre associé de la Défense nationale                             | Cardigan                               | PÉ          |
| Carolyn Bennett             |           |           | Ministre des Relations Couronne-Autochtones                                                           | Toronto—St. Paul's                     | ON          |
| Dominic LeBlanc             |           |           | Président du Conseil privé                                                                            | Beauséjour                             | NB          |
| Navdeep Bains               |           |           | Ministre de l'Innovation, des Sciences et de l'Industrie                                              | Mississauga—Malton                     | ON          |
| Bill Morneau                |           |           | Ministre des Finances                                                                                 | Toronto-Centre                         | ON          |
| Jean-Yves Duclos            |           |           | Président du Conseil du Trésor                                                                        | Québec                                 | QC          |
| Marc Garneau                |           |           | Ministre des Transports                                                                               | Notre-Dame-de-Grâce—Westmount          | QC          |
| Marie-Claude Bibeau         |           |           | Ministre de l'Agriculture et de l'Agroalimentaire                                                     | Compton—Stanstead                      | QC          |
| Mélanie Joly                |           |           | Ministre du Développement économique et des Langues officielles                                       | Ahuntsic-Cartierville                  | QC          |
| Diane Lebouthillier         |           |           | Ministre du Revenu national                                                                           | Gaspésie—Îles-de-la-Madeleine          | QC          |
| Catherine McKenna           |           |           | Ministre de l'Infrastructure et des Collectivités                                                     | Ottawa-Centre                          | ON          |
| Harjit Sajjan               |           |           | Ministre de la Défense nationale                                                                      | Vancouver-Sud                          | CB          |
| Maryam Monsef               |           |           | Ministre des Femmes et de l'Égalité des genres et du Développement économique rural                   | Peterborough—Kawartha                  | ON          |
| Carla Qualtrough            |           |           | Ministre de l'Emploi, du Développement de la main-d'œuvre et de l'Inclusion des personnes handicapées | Delta                                  | CB          |
| Patricia Hajdu              |           |           | Ministre de la Santé                                                                                  | Thunder Bay—Superior-Nord              | ON          |
| Bardish Chagger             |           |           | Ministre de la Diversité et de l'Inclusion et de la Jeunesse                                          | Waterloo                               | ON          |
| François-Philippe Champagne |           |           | Ministre des Affaires étrangères                                                                      | Saint-Maurice—Champlain                | QC          |
| Karina Gould                |           |           | Ministre du Développement international                                                               | Burlington                             | ON          |
| Ahmed Hussen                |           |           | Ministre de la Famille, des Enfants et du Développement social                                        | York-Sud—Weston                        | ON          |
| Seamus O'Regan              |           |           | Ministre des Ressources naturelles                                                                    | St. John's-Sud—Mount Pearl             | TNL         |
| Pablo Rodriguez             |           |           | Leader du gouvernement à la Chambre des communes                                                      | Honoré-Mercier                         | QC          |
| Bill Blair                  |           |           | Ministre de la Sécurité publique et de la Protection civile                                           | Scarborough-Sud-Ouest                  | ON          |
| Mary Ng                     |           |           | Ministre de la Petite Entreprise, de la Promotion des exportations, et du Commerce international      | Markham—Thornhill                      | ON          |
| Filomena Tassi              |           |           | Ministre du Travail                                                                                   | Hamilton-Ouest—Ancaster—Dundas         | ON          |
| Jonathan Wilkinson          |           |           | Ministre de l'Environnement et du Changement climatique                                               | North Vancouver                        | CB          |
| David Lametti               |           |           | Ministre de la Justice et procureur général                                                           | LaSalle—Émard—Verdun                   | QC          |
| Bernadette Jordan           |           |           | Ministre de la Pêche, des Océans et de la Garde côtière canadienne                                    | South Shore—St. Margarets              | NÉ          |
| Joyce Murray                |           |           | Ministre du Gouvernement numérique                                                                    | Vancouver Quadra                       | CB          |
| Anita Anand                 |           |           | Ministre des Services publics et de l'Approvisionnement                                               | Oakville                               | ON          |
| Mona Fortier                |           |           | Ministre de la Prospérité de la classe moyenne et ministre associée des Finances                      | Ottawa—Vanier                          | ON          |
| Steven Guilbeault           |           |           | Ministre du Patrimoine canadien                                                                       | Laurier—Sainte-Marie                   | QC          |
| Marco Mendicino             |           |           | Ministre de l'Immigration, des Réfugiés et de la Citoyenneté                                          | Eglinton—Lawrence                      | ON          |
| Marc Miller                 |           |           | Ministre des Services aux autochtones                                                                 | Ville-Marie—Le Sud-Ouest—Île-des-Sœurs | QC          |
| Deb Schulte                 |           |           | Ministre des Aînés                                                                                    | King—Vaughan                           | ON          |
| Dan Vandal                  |           |           | Ministre des Affaires du Nord                                                                         | Saint-Boniface—Saint-Vital             | MB          |

### Remaniement (18 août 2020)
Après la démission de Bill Morneau, Chrystia Freeland est nommée ministre des Finances. Dominic LeBlanc prend sa place comme ministre des Affaires intergouvernementales.

### Remaniement (12 janvier 2021)
En italique les ministres qui changent de portefeuille. En gras les nouveaux membres du cabinet.
| Titulaire                   | Titulaire | Titulaire | Fonction                                                                                              | Circonscription                        | Prov./terr. |
| --------------------------- | --------- | --------- | --- | -------------------------------------- | ----------- |
| Justin Trudeau              |           |           | Premier ministre                                                                                      | Papineau                               | QC          |
| Chrystia Freeland           |           |           | Vice-première ministre Ministre des Finances                                                          | University—Rosedale                    | ON          |
| Lawrence MacAulay           |           |           | Ministre des Anciens Combattants Ministre associé de la Défense nationale                             | Cardigan                               | PÉ          |
| Carolyn Bennett             |           |           | Ministre des Relations Couronne-Autochtones                                                           | Toronto—St. Paul's                     | ON          |
| Dominic LeBlanc             |           |           | Président du Conseil privé Ministre des Affaires intergouvernementales                                | Beauséjour                             | NB          |
| François-Philippe Champagne |           |           | Ministre de l'Innovation, des Sciences et de l'Industrie                                              | Saint-Maurice—Champlain                | QC          |
| Jean-Yves Duclos            |           |           | Président du Conseil du Trésor                                                                        | Québec                                 | QC          |
| Omar Alghabra               |           |           | Ministre des Transports                                                                               | Mississauga-Centre                     | ON          |
| Marie-Claude Bibeau         |           |           | Ministre de l'Agriculture et de l'Agroalimentaire                                                     | Compton—Stanstead                      | QC          |
| Mélanie Joly                |           |           | Ministre du Développement économique et des Langues officielles                                       | Ahuntsic-Cartierville                  | QC          |
| Diane Lebouthillier         |           |           | Ministre du Revenu national                                                                           | Gaspésie—Îles-de-la-Madeleine          | QC          |
| Catherine McKenna           |           |           | Ministre de l'Infrastructure et des Collectivités                                                     | Ottawa-Centre                          | ON          |
| Harjit Sajjan               |           |           | Ministre de la Défense nationale                                                                      | Vancouver-Sud                          | CB          |
| Maryam Monsef               |           |           | Ministre des Femmes et de l'Égalité des genres et du Développement économique rural                   | Peterborough—Kawartha                  | ON          |
| Carla Qualtrough            |           |           | Ministre de l'Emploi, du Développement de la main-d'œuvre et de l'Inclusion des personnes handicapées | Delta                                  | CB          |
| Patricia Hajdu              |           |           | Ministre de la Santé                                                                                  | Thunder Bay—Superior-Nord              | ON          |
| Bardish Chagger             |           |           | Ministre de la Diversité et de l'Inclusion et de la Jeunesse                                          | Waterloo                               | ON          |
| Marc Garneau                |           |           | Ministre des Affaires étrangères                                                                      | Notre-Dame-de-Grâce—Westmount          | QC          |
| Karina Gould                |           |           | Ministre du Développement international                                                               | Burlington                             | ON          |
| Ahmed Hussen                |           |           | Ministre de la Famille, des Enfants et du Développement social                                        | York-Sud—Weston                        | ON          |
| Seamus O'Regan              |           |           | Ministre des Ressources naturelles                                                                    | St. John's-Sud—Mount Pearl             | TNL         |
| Pablo Rodriguez             |           |           | Leader du gouvernement à la Chambre des communes                                                      | Honoré-Mercier                         | QC          |
| Bill Blair                  |           |           | Ministre de la Sécurité publique et de la Protection civile                                           | Scarborough-Sud-Ouest                  | ON          |
| Mary Ng                     |           |           | Ministre de la Petite Entreprise, de la Promotion des exportations, et du Commerce international      | Markham—Thornhill                      | ON          |
| Filomena Tassi              |           |           | Ministre du Travail                                                                                   | Hamilton-Ouest—Ancaster—Dundas         | ON          |
| Jonathan Wilkinson          |           |           | Ministre de l'Environnement et du Changement climatique                                               | North Vancouver                        | CB          |
| David Lametti               |           |           | Ministre de la Justice et procureur général                                                           | LaSalle—Émard—Verdun                   | QC          |
| Bernadette Jordan           |           |           | Ministre de la Pêche, des Océans et de la Garde côtière canadienne                                    | South Shore—St. Margarets              | NÉ          |
| Joyce Murray                |           |           | Ministre du Gouvernement numérique                                                                    | Vancouver Quadra                       | CB          |
| Anita Anand                 |           |           | Ministre des Services publics et de l'Approvisionnement                                               | Oakville                               | ON          |
| Mona Fortier                |           |           | Ministre de la Prospérité de la classe moyenne et ministre associée des Finances                      | Ottawa—Vanier                          | ON          |
| Steven Guilbeault           |           |           | Ministre du Patrimoine canadien                                                                       | Laurier—Sainte-Marie                   | QC          |
| Marco Mendicino             |           |           | Ministre de l'Immigration, des Réfugiés et de la Citoyenneté                                          | Eglinton—Lawrence                      | ON          |
| Marc Miller                 |           |           | Ministre des Services aux autochtones                                                                 | Ville-Marie—Le Sud-Ouest—Île-des-Sœurs | QC          |
| Deb Schulte                 |           |           | Ministre des Aînés                                                                                    | King—Vaughan                           | ON          |
| Dan Vandal                  |           |           | Ministre des Affaires du Nord                                                                         | Saint-Boniface—Saint-Vital             | MB          |

### Remaniement (26 octobre 2021)
Justin Trudeau, reconduit au pouvoir en septembre 2021, pour un troisième mandat présente le 26 octobre une équipe paritaire et composée de 38 ministres. Il promeut notamment Mélanie Joly, une avocate québécoise de 42 ans élue aux Communes pour la première fois en 2015, au poste de ministre des Affaires étrangères en remplacement de Marc Garneau, qui quitte le cabinet. Elle était auparavant à la tête du ministère du Développement économique et des Langues officielles
En italique les ministres qui changent de portefeuille. En gras les nouveaux membres du cabinet,.
| Titulaire                   | Titulaire | Titulaire | Fonction | Circonscription                        | Prov./terr. |
| --------------------------- | --------- | --------- | --- | -------------------------------------- | ----------- |
| Justin Trudeau              |           |           | Premier ministre | Papineau                               | QC          |
| Chrystia Freeland           |           |           | Vice-première ministre Ministre des Finances | University—Rosedale                    | ON          |
| Lawrence MacAulay           |           |           | Ministre des Anciens Combattants Ministre associé de la Défense nationale | Cardigan                               | PÉ          |
| Carolyn Bennett             |           |           | Ministre de la Santé mentale et des Dépendances et ministre associée de la Santé | Toronto—St. Paul's                     | ON          |
| Dominic LeBlanc             |           |           | Ministre des Affaires intergouvernementales, de l'Infrastructure et des Collectivités | Beauséjour                             | NB          |
| Jean-Yves Duclos            |           |           | Ministre de la Santé | Québec                                 | QC          |
| Marie-Claude Bibeau         |           |           | Ministre de l'Agriculture et de l'Agroalimentaire | Compton—Stanstead                      | QC          |
| Mélanie Joly                |           |           | Ministre des Affaires étrangères | Ahuntsic-Cartierville                  | QC          |
| Diane Lebouthillier         |           |           | Ministre du Revenu national | Gaspésie—Îles-de-la-Madeleine          | QC          |
| Harjit Sajjan               |           |           | Ministre du Développement international et ministre responsable de l'Agence de développement économique du Pacifique Canada                                                                 | Vancouver-Sud                          | CB          |
| Carla Qualtrough            |           |           | Ministre de l'Emploi, du Développement de la main-d'œuvre et de l'Inclusion des personnes en situation de handicap                                                                          | Delta                                  | CB          |
| Patricia Hajdu              |           |           | Ministre des Services aux Autochtones et ministre responsable de l'Agence fédérale de développement économique pour le Nord de l'Ontario                                                    | Thunder Bay—Superior-Nord              | ON          |
| François-Philippe Champagne |           |           | Ministre de l'Innovation, des Sciences et de l'Industrie | Saint-Maurice—Champlain                | QC          |
| Karina Gould                |           |           | Ministre de la Famille, des Enfants et du Développement social | Burlington                             | ON          |
| Ahmed Hussen                |           |           | Ministre du Logement et de la Diversité et de l'Inclusion | York-Sud—Weston                        | ON          |
| Ginette Petitpas Taylor     |           |           | Ministre des Langues officielles et ministre responsable de l'Agence de promotion économique du Canada atlantique                                                                           | Moncton—Riverview—Dieppe               | NB          |
| Seamus O'Regan              |           |           | Ministre du Travail | St. John's-Sud—Mount Pearl             | TNL         |
| Pablo Rodriguez             |           |           | Ministre du Patrimoine canadien et lieutenant du Québec | Honoré-Mercier                         | QC          |
| Bill Blair                  |           |           | Président du Conseil privé et ministre de la Protection civile | Scarborough-Sud-Ouest                  | ON          |
| Mary Ng                     |           |           | Ministre du Commerce international, de la Promotion des exportations, de la Petite Entreprise et du Développement économique                                                                | Markham—Thornhill                      | ON          |
| Filomena Tassi              |           |           | Ministre des Services publics et de l'Approvisionnement | Hamilton-Ouest—Ancaster—Dundas         | ON          |
| Jonathan Wilkinson          |           |           | Ministre des Ressources naturelles | North Vancouver                        | CB          |
| David Lametti               |           |           | Ministre de la Justice et procureur général | LaSalle—Émard—Verdun                   | QC          |
| Joyce Murray                |           |           | Ministre des Pêches, des Océans et de la Garde côtière canadienne | Vancouver Quadra                       | CB          |
| Anita Anand                 |           |           | Ministre de la Défense nationale | Oakville                               | ON          |
| Mona Fortier                |           |           | Présidente du Conseil du Trésor | Ottawa—Vanier                          | ON          |
| Steven Guilbeault           |           |           | Ministre de l'Environnement et du Changement climatique | Laurier—Sainte-Marie                   | QC          |
| Marco Mendicino             |           |           | Ministre de la Sécurité publique | Eglinton—Lawrence                      | ON          |
| Marc Miller                 |           |           | Ministre des Relations Couronne-Autochtones | Ville-Marie—Le Sud-Ouest—Île-des-Sœurs | QC          |
| Dan Vandal                  |           |           | Ministre des Affaires du Nord, ministre responsable de Développement économique Canada pour les Prairies et ministre responsable de l'Agence canadienne de développement économique du Nord | Saint-Boniface—Saint-Vital             | MB          |
| Omar Alghabra               |           |           | Ministre des Transports | Mississauga-Centre                     | ON          |
| Randy Boissonnault          |           |           | Ministre du Tourisme et ministre associé des Finances | Edmonton-Centre                        | AB          |
| Sean Fraser                 |           |           | Ministre de l'Immigration, des Réfugiés et de la Citoyenneté | Nova-Centre                            | NÉ          |
| Mark Holland                |           |           | Leader du gouvernement à la Chambre des communes | Ajax                                   | ON          |
| Gudie Hutchings             |           |           | Ministre du Développement économique rural | Long Range Mountains                   | TNL         |
| Marci Ien                   |           |           | Ministre des Femmes, de l'Égalité des genres et de la Jeunesse | Toronto-Centre                         | ON          |
| Helena Jaczek               |           |           | Ministre responsable de l'Agence fédérale de développement économique pour le Sud de l'Ontario                                                                                              | Markham—Stouffville                    | ON          |
| Kamal Khera                 |           |           | Ministre des Aînés | Brampton-Ouest                         | ON          |
| Pascale St-Onge             |           |           | Ministre des Sports et ministre responsable de l'Agence de développement économique du Canada pour les régions du Québec                                                                    | Brome—Missisquoi                       | QC          |

### Échange de portefeuilles (31 août 2022)
Le 31 août 2022, Justin Trudeau accède à la demande de Filomena Tassi d'avoir moins de responsabilités au sein du cabinet. Elle cède son poste de ministre des Services publics et de l'Approvisionnement à Helena Jaczek pour occuper le portefeuille de cette dernière comme ministre responsable de l'Agence fédérale de développement économique pour le Sud de l'Ontario.
| Titulaire      | Titulaire | Titulaire | Fonction                                                                                       | Circonscription                | Prov./terr. |
| -------------- | --------- | --------- | ---------------------------------------------------------------------------------------------- | ------------------------------ | ----------- |
| Filomena Tassi |           |           | Ministre responsable de l'Agence fédérale de développement économique pour le Sud de l'Ontario | Hamilton-Ouest—Ancaster—Dundas | ON          |
| Helena Jaczek  |           |           | Ministre des Services publics et de l'Approvisionnement                                        | Markham—Stouffville            | ON          |

### Remaniement (26 juillet 2023)
En italique les ministres qui changent de portefeuille. En gras les nouveaux membres du cabinet. Dans ce remaniement, sept (7) personnes élues n'ont pas été reconduites dans leur rôle de ministre ou réaffectées à d'autres ministères: Omar Alghabra (ne se représentera pas), Carolyn Bennett (ne se représentera pas), Mona Fortier, Helena Jaczek (ne se représentera pas), David Lametti, Marco Mendicino et Joyce Murray (ne se représentera pas).
| Titulaire                   | Titulaire | Titulaire | Fonction | Circonscription                        | Prov./terr. |
| --------------------------- | --------- | --------- | --- | -------------------------------------- | ----------- |
| Justin Trudeau              |           |           | Premier ministre | Papineau                               | QC          |
| Chrystia Freeland           |           |           | Vice-première ministre Ministre des Finances | University—Rosedale                    | ON          |
| Anita Anand                 |           |           | Présidente du Conseil du Trésor | Oakville                               | ON          |
| Gary Anandasangaree         |           |           | Ministre des Relations Couronne-Autochtones | Scarborough—Rouge Park                 | ON          |
| Terry Beech                 |           |           | Ministre des Services aux citoyens | Burnaby-Nord—Seymour                   | PÉ          |
| Marie-Claude Bibeau         |           |           | Ministre du Revenu national | Compton—Stanstead                      | QC          |
| Bill Blair                  |           |           | Ministre de la Défense nationale | Scarborough-Sud-Ouest                  | ON          |
| Randy Boissonnault          |           |           | Ministre de l'Emploi, du Développement de la main-d'œuvre et des Langues officielles | Edmonton-Centre                        | AB          |
| François-Philippe Champagne |           |           | Ministre de l'Innovation, des Sciences et de l'Industrie | Saint-Maurice—Champlain                | QC          |
| Jean-Yves Duclos            |           |           | Ministre des Services publics et de l'Approvisionnement | Québec                                 | QC          |
| Sean Fraser                 |           |           | Ministre du Logement, de l'Infrastructure et des Collectivités | Nova-Centre                            | NÉ          |
| Karina Gould                |           |           | Leader du gouvernement à la Chambre des communes | Burlington                             | ON          |
| Steven Guilbeault           |           |           | Ministre de l'Environnement et du Changement climatique | Laurier—Sainte-Marie                   | QC          |
| Patricia Hajdu              |           |           | Ministre des Services aux Autochtones et ministre responsable de l'Agence fédérale de développement économique pour le Nord de l'Ontario                                                    | Thunder Bay—Superior-Nord              | ON          |
| Mark Holland                |           |           | Ministre de la Santé | Ajax                                   | ON          |
| Ahmed Hussen                |           |           | Ministre du Développement international | York-Sud—Weston                        | ON          |
| Gudie Hutchings             |           |           | Ministre du Développement économique rural et ministre responsable de l'Agence de promotion économique du Canada atlantique                                                                 | Long Range Mountains                   | TNL         |
| Marci Ien                   |           |           | Ministre des Femmes, de l'Égalité des genres et de la Jeunesse | Toronto-Centre                         | ON          |
| Mélanie Joly                |           |           | Ministre des Affaires étrangères | Ahuntsic-Cartierville                  | QC          |
| Kamal Khera                 |           |           | Ministre de la Diversité, de l'Inclusion et des Personnes en situation de handicap | Brampton-Ouest                         | ON          |
| Dominic LeBlanc             |           |           | Ministre de la Sécurité publique, des Institutions démocratiques et des Affaires intergouvernementales                                                                                      | Beauséjour                             | NB          |
| Diane Lebouthillier         |           |           | Ministre des Pêches, des Océans et de la Garde côtière canadienne | Gaspésie—Îles-de-la-Madeleine          | QC          |
| Lawrence MacAulay           |           |           | Ministre de l'Agriculture et de l'Agroalimentaire | Cardigan                               | PÉ          |
| Soraya Martinez Ferrada     |           |           | Ministre du Tourisme et ministre responsable de l'Agence de développement économique du Canada pour les régions du Québec                                                                   | Hochelaga                              | QC          |
| Marc Miller                 |           |           | Ministre de l'Immigration, des Réfugiés et de la Citoyenneté | Ville-Marie—Le Sud-Ouest—Île-des-Sœurs | QC          |
| Mary Ng                     |           |           | Ministre de la Promotion des exportations, du Commerce international et du Développement économique                                                                                         | Markham—Thornhill                      | ON          |
| Seamus O'Regan              |           |           | Ministre du Travail et des Aînés | St. John's-Sud—Mount Pearl             | TNL         |
| Ginette Petitpas Taylor     |           |           | Ministre des Anciens Combattants et ministre associé de la Défense nationale | Moncton—Riverview—Dieppe               | NB          |
| Carla Qualtrough            |           |           | Ministre des Sports et de l'Activité physique | Delta                                  | CB          |
| Pablo Rodriguez             |           |           | Ministre des Transports et lieutenant du Québec | Honoré-Mercier                         | QC          |
| Harjit Sajjan               |           |           | Président du Conseil privé du roi et ministre de la Protection civile et ministre responsable de l'Agence de développement économique du Pacifique Canada                                   | Vancouver-Sud                          | CB          |
| Ya'ara Saks                 |           |           | Ministre de la Santé mentale et des Dépendances et ministre associée de la Santé | York-Centre                            | ON          |
| Pascale St-Onge             |           |           | Ministre du Patrimoine canadien | Brome—Missisquoi                       | QC          |
| Jenna Sudds                 |           |           | Ministre de la Famille, des Enfants et du Développement social | Kanata—Carleton                        | ON          |
| Filomena Tassi              |           |           | Ministre responsable de l'Agence fédérale de développement économique pour le Sud de l'Ontario                                                                                              | Hamilton-Ouest—Ancaster—Dundas         | ON          |
| Rechie Valdez               |           |           | Ministre de la Petite Entreprise | Mississauga—Streetsville               | ON          |
| Dan Vandal                  |           |           | Ministre des Affaires du Nord, ministre responsable de Développement économique Canada pour les Prairies et ministre responsable de l'Agence canadienne de développement économique du Nord | Saint-Boniface—Saint-Vital             | MB          |
| Arif Virani                 |           |           | Ministre de la Justice et procureur général | Parkdale—High Park                     | ON          |
| Jonathan Wilkinson          |           |           | Ministre de l'Énergie et des Ressources naturelles | North Vancouver                        | CB          |

### Remaniement (19 juillet 2024)
Après la démission de Seamus O'Regan, Steven MacKinnon est nommée ministre du Travail et des Aînés.

### Remaniement (19 septembre 2024)
Après la démission de Pablo Rodriguez, Anita Anand est nommée ministre des Transports tout en conservant ses autres responsabilités ministérielles. Tandis que Jean-Yves Duclos, le ministre des Services publics et de l'Approvisionnement, devient également lieutenant du Québec du gouvernement Trudeau.

### Remaniement (16 décembre 2024)
Après la démission de Chrystia Freeland, Dominic LeBlanc est nommée ministre des Finances tout en conservant ses autres responsabilités ministérielles, soit ministre de la Sécurité publique, des Institutions démocratiques et des Affaires intergouvernementales. Il conserve ses autres responsabilités ministérielles.

### Remaniement (20 décembre 2024)
En italique les ministres qui changent de portefeuille. En gras les nouveaux membres du cabinet. Dans ce remaniement, quatre ministres changent de ministères (Anita Anand, Gary Anandasangaree, Steven MacKinnon et Ginette Petitpas Taylor) et huit députés font leur entrée au Conseil des ministres (Rachel Bendayan, Élisabeth Brière, Terry Duguid, Nate Erskine-Smith, Darren Fisher, David McGuinty, Ruby Sahota et Joanne Thompson). Dominic LeBlanc, devenu ministre des Finances quatre jours auparavant, est délesté de ses responsabilités de ministre de la Sécurité publique et des Institutions démocratiques.
| Titulaire                   | Titulaire | Titulaire | Fonction | Circonscription                        | Prov./terr. |
| --------------------------- | --------- | --------- | --- | -------------------------------------- | ----------- |
| Justin Trudeau              |           |           | Premier ministre | Papineau                               | QC          |
| Anita Anand                 |           |           | Ministre des Transports et du Commerce international | Oakville                               | ON          |
| Gary Anandasangaree         |           |           | Ministre des Relations Couronne-Autochtones et des Affaires du Nord et ministre responsable de l'Agence canadienne de développement économique du Nord                 | Scarborough—Rouge Park                 | ON          |
| Terry Beech                 |           |           | Ministre des Services aux citoyens | Burnaby-Nord—Seymour                   | PÉ          |
| Rachel Bendayan             |           |           | Ministre des Langues officielles et ministre associée de la Sécurité publique                                                                                          | Outremont                              | QC          |
| Bill Blair                  |           |           | Ministre de la Défense nationale | Scarborough-Sud-Ouest                  | ON          |
| Élisabeth Brière            |           |           | Ministre du Revenu national | Sherbrooke                             | QC          |
| François-Philippe Champagne |           |           | Ministre de l'Innovation, des Sciences et de l'Industrie | Saint-Maurice—Champlain                | QC          |
| Jean-Yves Duclos            |           |           | Ministre des Services publics et de l'Approvisionnement | Québec                                 | QC          |
| Terry Duguid                |           |           | Ministre des Sports et ministre responsable de Développement économique Canada pour les Prairies                                                                       | Winnipeg-Sud                           | MB          |
| Nathaniel Erskine-Smith     |           |           | Ministre du Logement, de l'Infrastructure et des Collectivités | Beaches—East York                      | ON          |
| Darren Fisher               |           |           | Ministre des Anciens Combattants et ministre associé de la Défense nationale                                                                                           | Dartmouth—Cole Harbour                 | NÉ          |
| Karina Gould                |           |           | Leader du gouvernement à la Chambre des communes | Burlington                             | ON          |
| Steven Guilbeault           |           |           | Ministre de l'Environnement et du Changement climatique | Laurier—Sainte-Marie                   | QC          |
| Patricia Hajdu              |           |           | Ministre des Services aux Autochtones et ministre responsable de l'Agence fédérale de développement économique pour le Nord de l'Ontario                               | Thunder Bay—Superior-Nord              | ON          |
| Mark Holland                |           |           | Ministre de la Santé | Ajax                                   | ON          |
| Ahmed Hussen                |           |           | Ministre du Développement international | York-Sud—Weston                        | ON          |
| Gudie Hutchings             |           |           | Ministre du Développement économique rural et ministre responsable de l'Agence de promotion économique du Canada atlantique                                            | Long Range Mountains                   | TNL         |
| Marci Ien                   |           |           | Ministre des Femmes, de l'Égalité des genres et de la Jeunesse | Toronto-Centre                         | ON          |
| Mélanie Joly                |           |           | Ministre des Affaires étrangères | Ahuntsic-Cartierville                  | QC          |
| Kamal Khera                 |           |           | Ministre de la Diversité, de l'Inclusion et des Personnes en situation de handicap                                                                                     | Brampton-Ouest                         | ON          |
| Dominic LeBlanc             |           |           | Ministre des Finances et des Affaires intergouvernementales | Beauséjour                             | NB          |
| Diane Lebouthillier         |           |           | Ministre des Pêches, des Océans et de la Garde côtière canadienne | Gaspésie—Îles-de-la-Madeleine          | QC          |
| Lawrence MacAulay           |           |           | Ministre de l'Agriculture et de l'Agroalimentaire | Cardigan                               | PÉ          |
| Steven MacKinnon            |           |           | Ministre de l'Emploi, du Développement de la main-d'œuvre et du Travail                                                                                                | Gatineau                               | QC          |
| Soraya Martinez Ferrada     |           |           | Ministre du Tourisme et ministre responsable de l'Agence de développement économique du Canada pour les régions du Québec                                              | Hochelaga                              | QC          |
| David McGuinty              |           |           | Ministre de la Sécurité publique | Ottawa-Sud                             | ON          |
| Marc Miller                 |           |           | Ministre de l'Immigration, des Réfugiés et de la Citoyenneté | Ville-Marie—Le Sud-Ouest—Île-des-Sœurs | QC          |
| Mary Ng                     |           |           | Ministre de la Promotion des exportations, du Commerce international et du Développement économique                                                                    | Markham—Thornhill                      | ON          |
| Ginette Petitpas Taylor     |           |           | Présidente du Conseil du Trésor | Moncton—Riverview—Dieppe               | NB          |
| Ruby Sahota                 |           |           | Ministre des Institutions démocratiques et ministre responsable de l'Agence fédérale de développement économique pour le Sud de l'Ontario                              | Brampton-Nord                          | ON          |
| Harjit Sajjan               |           |           | Président du Conseil privé du Roi pour le Canada, ministre de la Protection civile et ministre responsable de l'Agence de développement économique du Pacifique Canada | Vancouver-Sud                          | CB          |
| Ya'ara Saks                 |           |           | Ministre de la Santé mentale et des Dépendances et ministre associée de la Santé                                                                                       | York-Centre                            | ON          |
| Pascale St-Onge             |           |           | Ministre du Patrimoine canadien | Brome—Missisquoi                       | QC          |
| Jenna Sudds                 |           |           | Ministre de la Famille, des Enfants et du Développement social | Kanata—Carleton                        | ON          |
| Joanne Thompson             |           |           | Ministre des Aînés | St. John's-Est                         | TNL         |
| Rechie Valdez               |           |           | Ministre de la Petite Entreprise | Mississauga—Streetsville               | ON          |
| Arif Virani                 |           |           | Ministre de la Justice et procureur général | Parkdale—High Park                     | ON          |
| Jonathan Wilkinson          |           |           | Ministre de l'Énergie et des Ressources naturelles | North Vancouver                        | CB          |

### Remaniement (24 janvier 2025)
Après la démission de Karina Gould de son poste de leader du gouvernement à la Chambre des communes pour se lancer dans la course à la direction du Parti libéral du Canada, Steven MacKinnon se voit ajouté ce poste à ses autres responsabilités ministérielles,.

### Remaniement (6 février 2025)
Le 6 février 2025, à la suite de la démission de Soraya Martinez Ferrada de ses responsabilités ministérielles pour se lancer en politique municipale, Pascale St-Onge se voit ajouter les fonctions de ministre du Tourisme et ministre responsable de l'Agence de développement économique du Canada pour les régions du Québec.